# Belle-et-Houllefort
 Belle-et-Houllefort  (Flämisch: Belle-Hollevoorde) ist eine französische Gemeinde mit 524 Einwohnern (Stand 1. Januar 2022) im Département Pas-de-Calais in der Region Hauts-de-France. Sie gehört zum Arrondissement Boulogne-sur-Mer und zum Kanton Desvres.

## Lage
Die Gemeinde Belle-et-Houllefort liegt im Regionalen Naturpark Caps et Marais d’Opale, 13 Kilometer östlich der Küstenstadt Boulogne-sur-Mer. Nachbargemeinden von Belle-et-Houllefort sind Rety und Boursin im Nordosten, Colembert im Osten, Bellebrune im Südosten, La Capelle-lès-Boulogne im Südwesten, Conteville-lès-Boulogne im Westen und Wierre-Effroy im Nordwesten. Durch die Gemeinde führt die RN 42.

## Bevölkerungsentwicklung
| Jahr                       | 1962 | 1968 | 1975 | 1982 | 1990 | 1999 | 2006 | 2012 | 2022 |
| Einwohner                  | 278  | 267  | 278  | 340  | 405  | 533  | 526  | 543  | 524  |
| Quellen: Cassini und INSEE |      |      |      |      |      |      |      |      |      |

## Sehenswürdigkeiten

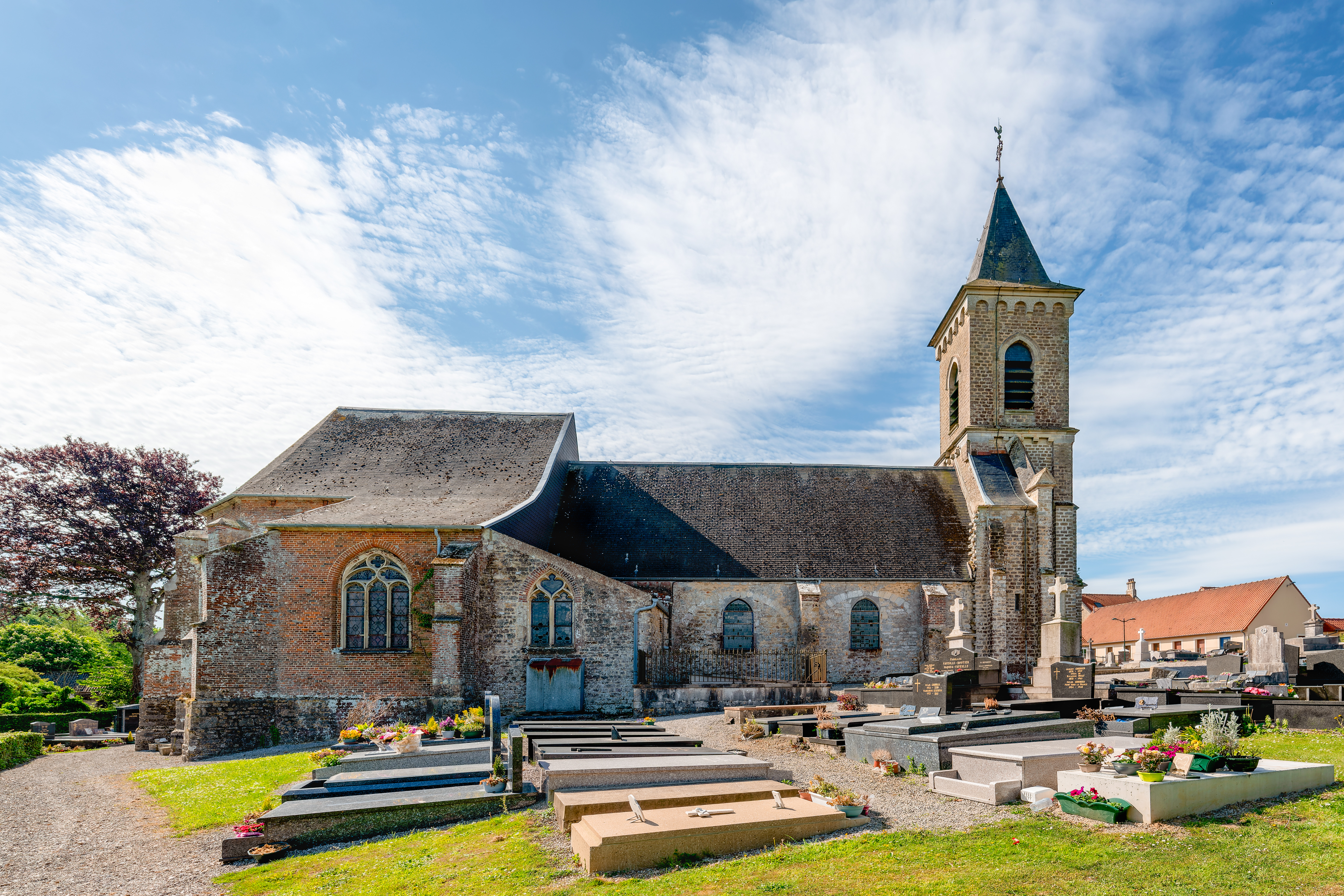
Kirche Saint-Omer
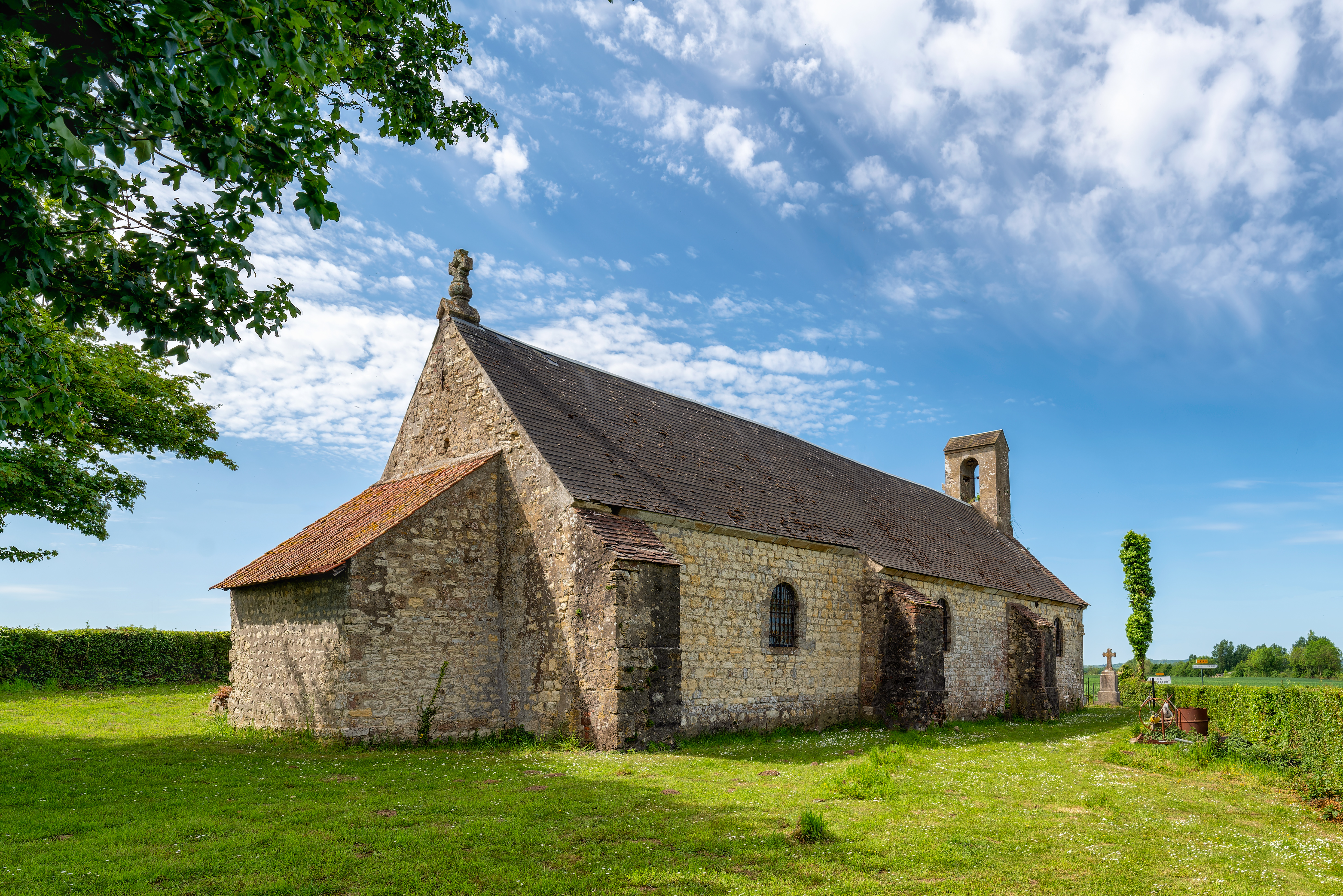
Kirche Saint-Michel
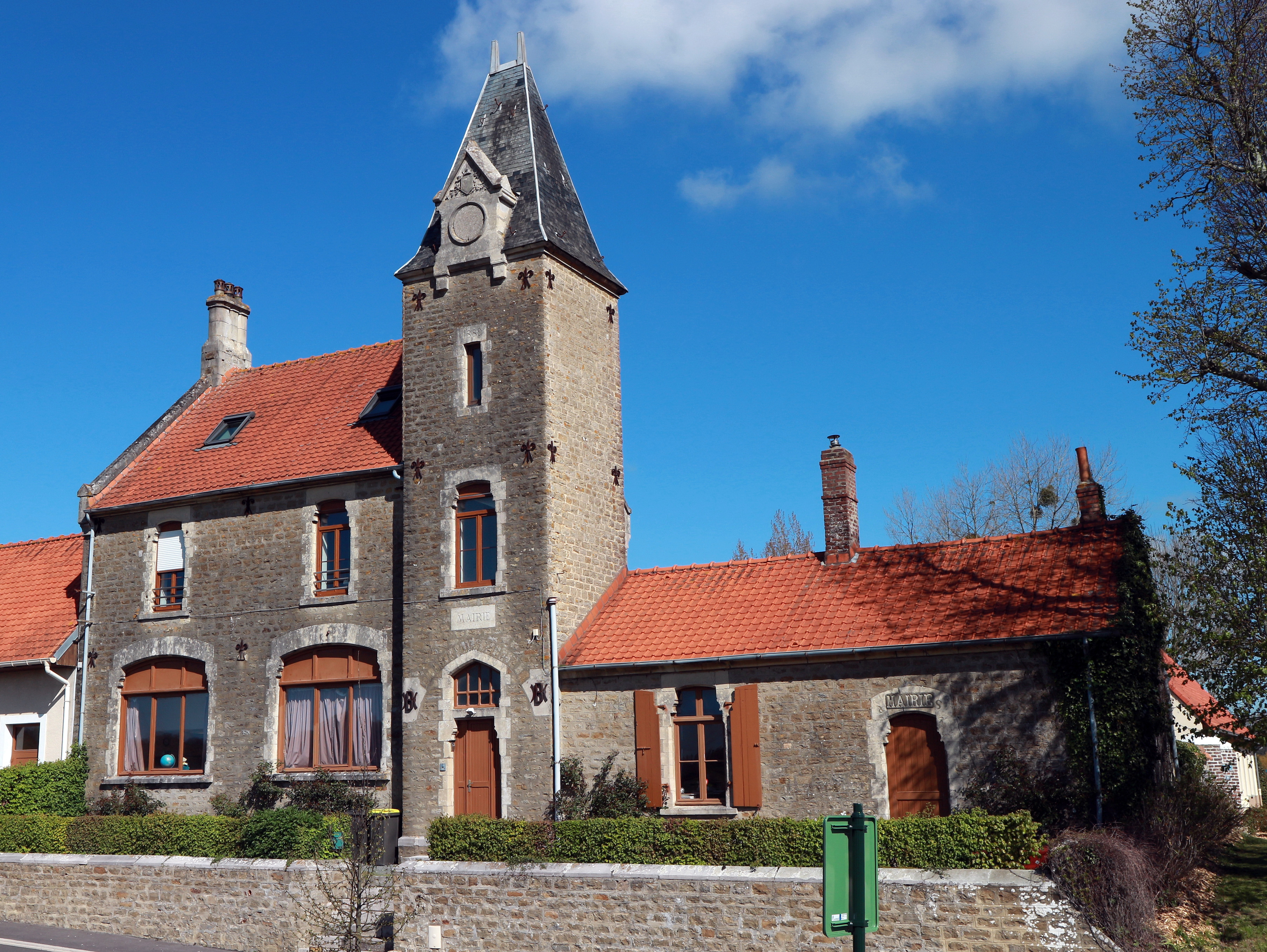
Schule und ehemalige Mairie
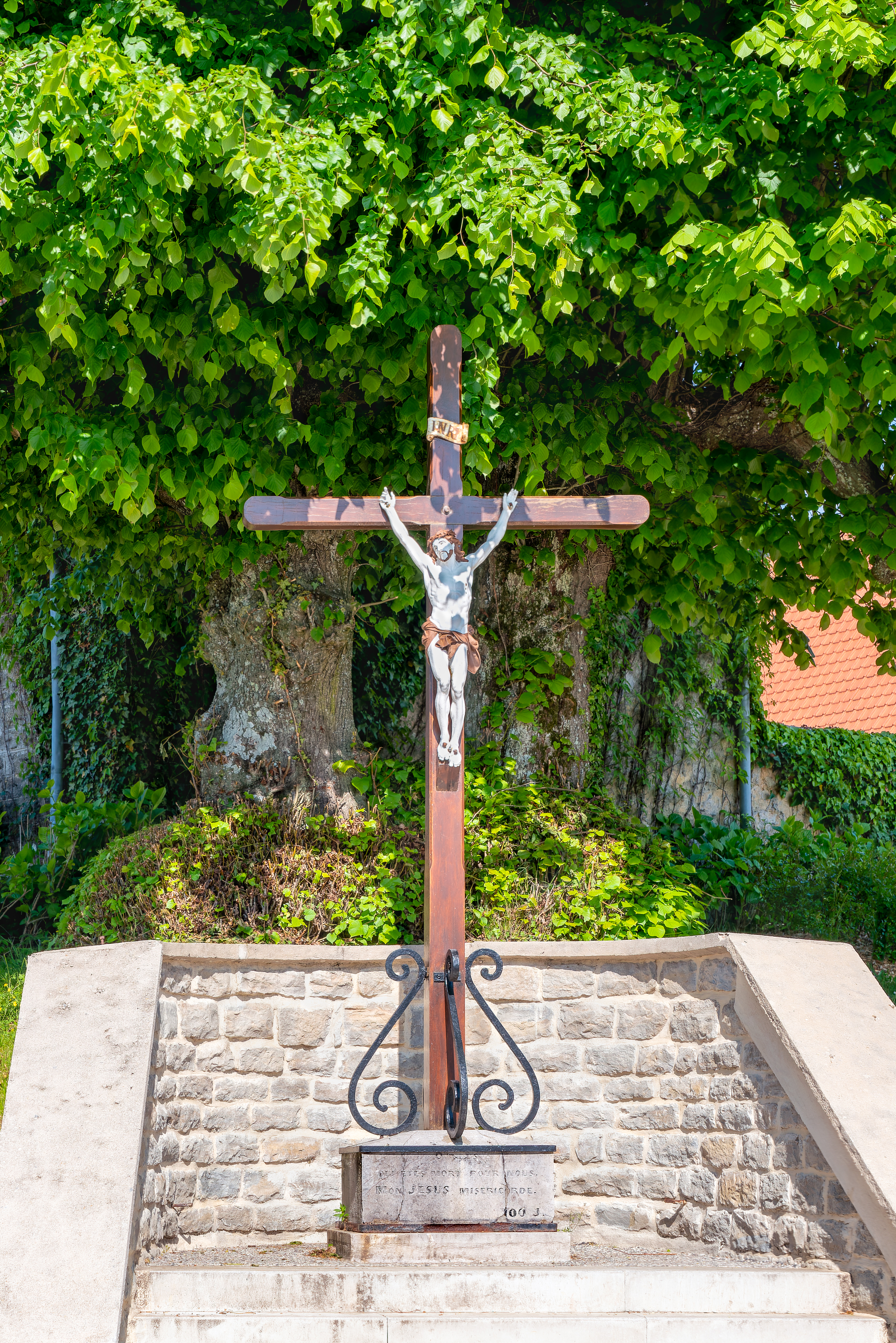
Calvaire
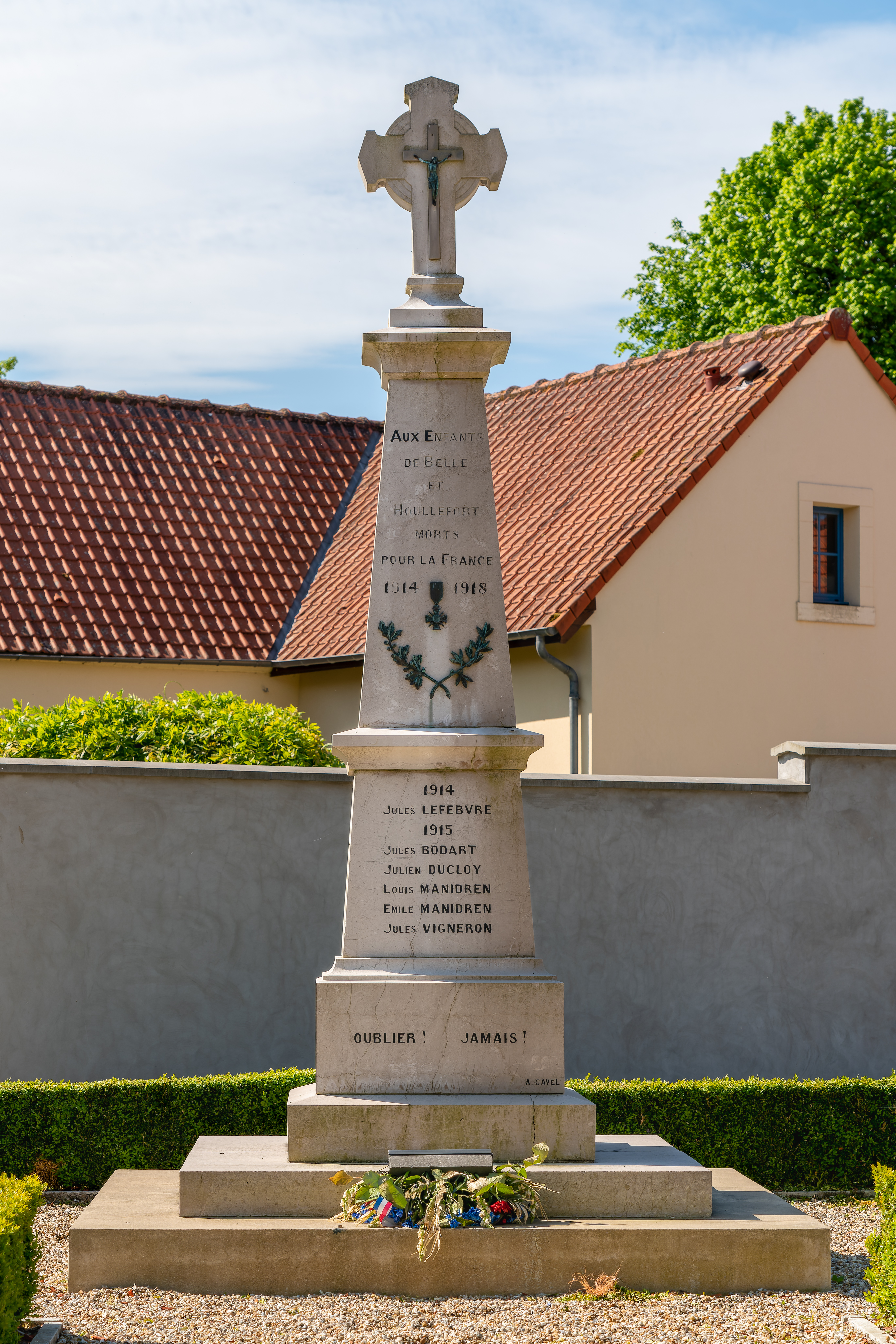
Gefallenendenkmal

- Kirche Saint-Omer
- Kirche Saint-Michel
- Schule und ehemalige Mairie
- Calvaire
- Gefallenendenkmal